# 보르고세시아
보르고세시아(Borgosesia)는 이탈리아 피에몬테주 베르첼리도에 있는 코무네로, 토리노 북동쪽 약 80 킬로미터 (50 mi), 베르첼리 북쪽 약 45 킬로미터 (28 mi) 지점에 있다.
발세시아에서 가장 큰 도시이며, 세시아강이 흐른다.

## 역사

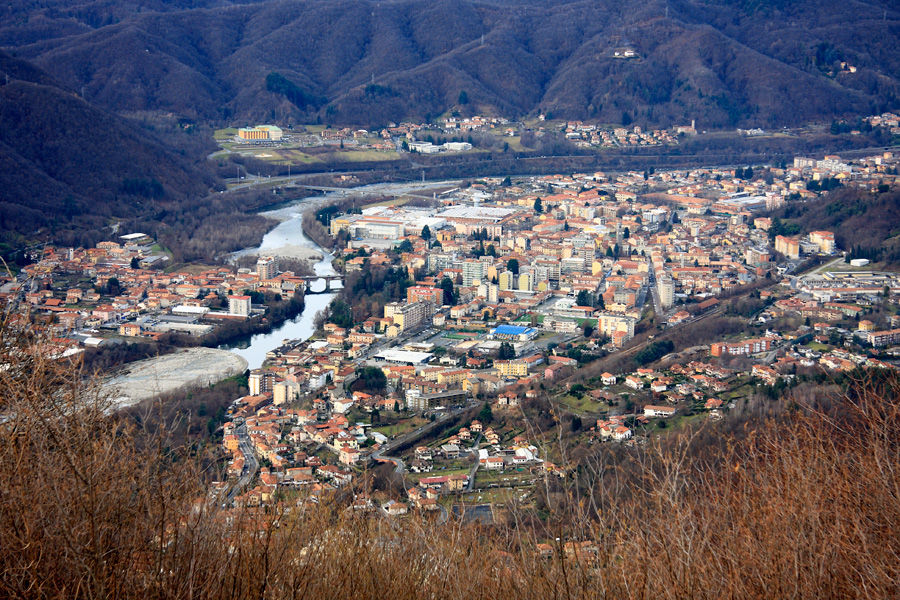
몬테 페네라에서 본 보르고세시아.

이 도시는 기원전 14년에 원주민에 의해 세워졌고, 나중에 고대 로마인들이 정복한 후 세소라고 불렸다. 중세에는 비안드라테 공작의 소유였고, 17세기에는 스페인의 소유였다.

## 주요 명소
- 산탄나 성지, 성스러운 산의 예시
- 성 베드로와 바울 교구 교회
- "카를로 콘티" 고고학 및 고생물학 박물관
- 몬테 페네라 자연 공원